# ديفيد توم
ديفيد توم (بالإنجليزية: David Tom)‏ هو ممثل أمريكي، ولد في 23 مارس 1978 في الولايات المتحدة.

## أعمال

### أفلام
- (1993) أطفال سوينغ

## وصلات خارجية
- ديفيد توم على موقع IMDb (الإنجليزية)
- ديفيد توم على موقع ألو سيني (الفرنسية)
- ديفيد توم على موقع أول موفي (الإنجليزية)
- ديفيد توم على موقع قاعدة بيانات الأفلام السويدية (السويدية)
- ديفيد توم على موقع قاعدة بيانات الفيلم (الإنجليزية)
- ديفيد توم على موقع كينوبويسك (الروسية)